# Джантіна Таммес
Джантіна «Тіне» Таммес (нід. вимова: [jɑnˈtinaː ˈtinə ˈtɑməs]; 23 червня 1871 — 20 вересня 1947) — нідерландська науковиця: біологиня, генетикиня, перша професорка генетики у Нідерландах.

## Життєпис
Таммес народилася 23 червня 1871 в Гронінгені в Нідерландах дочкою виробника какао Beerend Tammes і Swaantje Pot. Мала сестру і четверо братів, була тіткою міжнародного адвоката Арнольда Таммеса.
Закінчивши середню школу для дівчат у Гронінгені та отримавши приватні уроки з математики, фізики та хімії, вступила в університет Гронінгена в 1890 році серед інших одинадцяти студенток. Їй було дозволено відвідувати лекції, але не здавати екзамени, хоча вона пізніше й отримала диплом про навчання.
Джантіна Таммес померла у Гронінгені в 1947 році.

## Кар'єра
У 1897 році Таммес призначена помічницею Яна Віллема Молла, професора ботаніки в університеті Гронінгена. Через його посередництво вона запрошена в 1898 році на кілька місяців для проведення досліджень в лабораторії Хьюго де Фріза, щойно призначеного ад'юнкт-професором фізіології рослин у новоствореному університеті Амстердама. Там Теммес працювала над проблемами мінливості, еволюції та генетики. У 1901 році вона стала першою жінкою в Нідерландах, котра отримала стипендію від Фонду Буйтенторгга для проведення ботанічних досліджень на острові Ява, не будучи ще докторанткою. Проте пробеми зі здоров'ям перешкодили їй поїхати на Далекий Схід, і Молл запропонував їй замість цієї поїздки неоплачувану посаду.
Протягом наступного десятиліття Таммес опублікувала кілька важливих наукових праць. Так, однією з перших голландських вчених вона повідомила про мінливість, еволюцію та генетику у Періодичному морфологічному дослідженні Erscheinungen bei den Pflanzen (Частота морфологічних явищ у рослинах). Пізніше, у 1907 р., Таммес опублікувала Der Flachsstengel: Eine statistisch-anatomische Monographie.
У 1911 році Таммес отримала звання почесної докторки з зоології та ботаніки. З квітня 1912 року вона замінила Яна Молла як керівника практичної мікроскопії, а у 1919 році була призначена екстраординарною професоркою мінливості і генетики, першою професоркою в Нідерландах у цій галузі досліджень.
З 1932 по 1943 роки була редакторкою журналу Genetica, брала активну участь у діяльності Нідерландської асоціації жінок у вищій освіті (Vereniging van Vrouwen) і була відвертою противницею принципу євгеніки.

## Додаткові джерела
- Publicaties van Tine Tammes. Genetica. 22 (6): 6—8. 1941. doi:10.1007/BF02026775. contains a bibliography of Tammes' works